# Hydrophis jerdonii
Hydrophis jerdonii is een slang uit de familie koraalslangachtigen (Elapidae) en de onderfamilie zeeslangen (Hydrophiinae).

## Naam en indeling
De wetenschappelijke naam van de soort werd voor het eerst voorgesteld door John Edward Gray in 1849. Het was lange tijd de enige soort uit het monotypische geslacht Kerilia, dat niet meer wordt erkend. De soortaanduiding jerdonii is een eerbetoon aan de Britse zoöloog en botanist Thomas Claverhill Jerdon (1811 - 1872).

### Ondersoorten
De soort wordt verdeeld in twee ondersoorten die onderstaand zijn weergegeven, met de auteur en het verspreidingsgebied.
| Naam                         | Auteur      | Verspreidingsgebied                                 |
| ---------------------------- | ----------- | --------------------------------------------------- |
| Hydrophis jerdonii jerdonii  | Gray, 1849  | De rest van het verspreidingsgebied                 |
| Hydrophis jerdonii siamensis | Smith, 1926 | Vietnam, Maleisië, Golf van Thailand, China, Taiwan |

## Uiterlijke kenmerken
De slang bereikt een lichaamslengte tot ongeveer een meter. De korte kop is lastig te onderscheiden van het lichaam door het ontbreken van een duidelijke insnoering. Het lichaam is cilindrisch van vorm en is overal ongeveer even dik, waar andere zeeslangen vaak een dunner voorste deel van het lichaam hebben. De staart is sterk zijwaarts afgeplat. De slang heeft 21 tot 23 rijen schubben in de lengte op het midden van het lichaam, zelden 19. De schubben aan de bovenzijde zijn sterk gekield en overlappen elkaar. Er zijn 200 tot 278 kleine schubben gelegen aan de buikzijde.

## Levenswijze
De slang is eierlevendbarend; de jongen komen levend ter wereld, meestal vier per keer. Op het menu staan palingachtigen, de slang is giftig en wordt beschouwd als gevaarlijk voor mensen.

## Verspreiding en habitat
De slang komt voor in de Indische Oceaan, Zuid-Chinese Zee, Golf van Thailand en de Golf van Bengalen en komt voor langs de kust van de landen Sri Lanka, India, Myanmar, Taiwan, China, Maleisië en Indonesië. De habitat bestaat uit ondiepe kustwateren met een bodem van zand, modder of kiezelstenen. De soort is aangetroffen tot een diepte van ongeveer 30 meter onder het zee-oppervlak.

## Beschermingsstatus
Door de internationale natuurbeschermingsorganisatie IUCN is de beschermingsstatus 'veilig' toegewezen (Least Concern of LC).